# Digitaria siderograpta
Digitaria siderograpta är en gräsart som beskrevs av Emilio Chiovenda. Digitaria siderograpta ingår i släktet fingerhirser, och familjen gräs. Inga underarter finns listade i Catalogue of Life.